# Bernard Favre
Bernard Favre (Enghien-les-Bains, Val-d'Oise, 7 de juny de 1945) és un director de cinema francès.

## Biografia
Després d'una estada a la Universitat, va ser projeccionista i després assistent de muntatge del cineasta etnòleg Dominique Lajoux. Va realitzar curtmetratges i documentals (Les techniques de charpente au XIIIe siècle, La fabrication du collier de cheval dans le Nivernais) . Va dirigir el seu primer llargmetratge el 1977 sobre la història de les institucions psiquiàtriques a França, després La Trace, nominada al Premi César a la millor primera pel·lícula l'any 1983. Va dirigir Vent de galerne el 1989, i va rodar diversos documentals, entre ells una sèrie dedicada a la Savoia l'any 2009.

## Filmografia
- 1977 : La Rue de l'enfer
- 1979 : La Montagne dispersée (documental)
- 1983 : La Trace
- 1989 : Vent de galerne
- 1990 : Les Années algériennes (sèrie documental)
- 1991 : L'Entraînement du champion avant la course
- 1993 : Versant sud de la liberté (documental)
- 1997 : Pondichéry, dernier comptoir des Indes
- 1998 : Un hiver de tourmente (telefilm)
- 2000 : Faust vs Méphisto (documental)
- 2002 : La Surface de réparation (telefilm)
- 2003 : Bien né, mal né, loi et destinées (documental)
- 2006 : Edgar Faure, l'enragé du bien public (documental)
- 2009 : Les Origines du langage (televisió)
- 2011 : Nos fantômes familiers (documental)
- 2013 : Résistances dans les Alpes (sèrie documental)
- 2014 : Cette Lumière n'est pas celle du soleil (documental)
- 2017 : Marc Marder, composer/compositeur (documental)

## Nominacions i premis
- Nominada al César a la millor primera pel·lícula el 1983 per la Trace
- Selecció oficial Cannes 1991: Un Certain Regard per L'Entrainement du Champion avant la course

## Altres
- 2019 : Le Chant des ruines 1, Allemand et Résistant Hugo Schmidt..., éditions Ampelos, sortie en librairie mai 2019.
- 2019 : Le Chant des ruines 2, Echapper à la Shoah Sara Wijnberg..., éditions Ampelos, 2019.
- 2020 : Le Chant des ruines 3, Un Désir de révolution Paolo Balli..., éditions Ampelos, 2020.
- 2023 : Marguerite oubliée, éditions Ampelos, 2023.